# Jaghatū (huyện)
Jaghatū là một huyện thuộc tỉnh Ghazni, Afghanistan. Dân số thời điểm năm 1999 là 43,27 người.